# 27736 Єкатеринбург
27736 Єкатеринбург (27736 Ekaterinburg) — астероїд головного поясу, відкритий 22 вересня 1990 року.
Тіссеранів параметр щодо Юпітера — 3,094.